# Yolandi Visser
Anri du Toit (Port Alfred, Cabo Oriental; 1 de diciembre de 1984) es una cantante sudafricana, conocida por ser la vocalista de la banda de rap-rave Die Antwoord bajo el seudónimo Yolandi Visser (estilizado Yo-landi Vi$$er
)

## Primeros años
Anri du Toit nació el 1 de diciembre de 1984 en Port Alfred, Sudáfrica. Un sacerdote y su esposa la adoptaron a muy corta edad. Visser ha declarado que no conoce a sus padres biológicos ni ha querido establecer lazos con ellos; solo sabe que su madre biológica es blanca. Un artista de retratos especializado en historia génetica le expresó que, según su opinión, tiene facciones mestizas, por lo que infiere que su padre pudo haber sido negro. La artista nació cuando en Sudáfrica aún regía la política segregacionista del apartheid, por este contexto mantiene la teoría de que debido a presiones sociales, su madre fue obligada a entregarla en adopción por su condición mestiza.
A los 16 años asistió a un internado donde comenzó a desarrollar su inclinación artística. Sobre esta etapa, la cantante recordó: «Por primera vez en mi vida, conecté con personas que eran artísticas». Durante sus primeros años escuchó bandas como Nirvana, Nine Inch Nails, Cypress Hill y cantantes como PJ Harvey, Eminem, Marilyn Manson, Aphex Twin, con una inclinación hacia la subcultura gótica y describiéndose a sí misma como «un poco punk».

## Carrera musical

### Inicios con The Constructus Corporation y MaxNormal.tv
Alrededor de 2002 conoció a Watkin Tudor Jones en un club nocturno de Ciudad del Cabo. Ambos volvieron a encontrarse en un show de la banda de Jones, The Constructus Corporation, y fue en esta ocasión que el rapero a introdujo al género del rap y le propuso colaborar en una canción. Toit se unió a la agrupación con el nombre artístico Anica The Snuffling, y junto a Jones, Sibot y Markus Wormstorm publicaron a fines de 2002 el álbum de estudio The Ziggurat, bajo el sello discográfico African Dope Records. Sin embargo, la banda se desintegró debido a un atraso de seis semanas en este lanzamiento y problemas relacionados con la producción y la distribución de los CDs. Toit también participó junto con Jones en el conjunto de hip-hop MaxNormal.tv. El grupo mezclaba arte audiovisual y en sus shows en vivo transmitían videos que imitaban el formato de una charla motivacional: cada integrante actuaba en un rol asignado, y Toit interpretaba a una escritora de novelas románticas.

### Die Antwoord

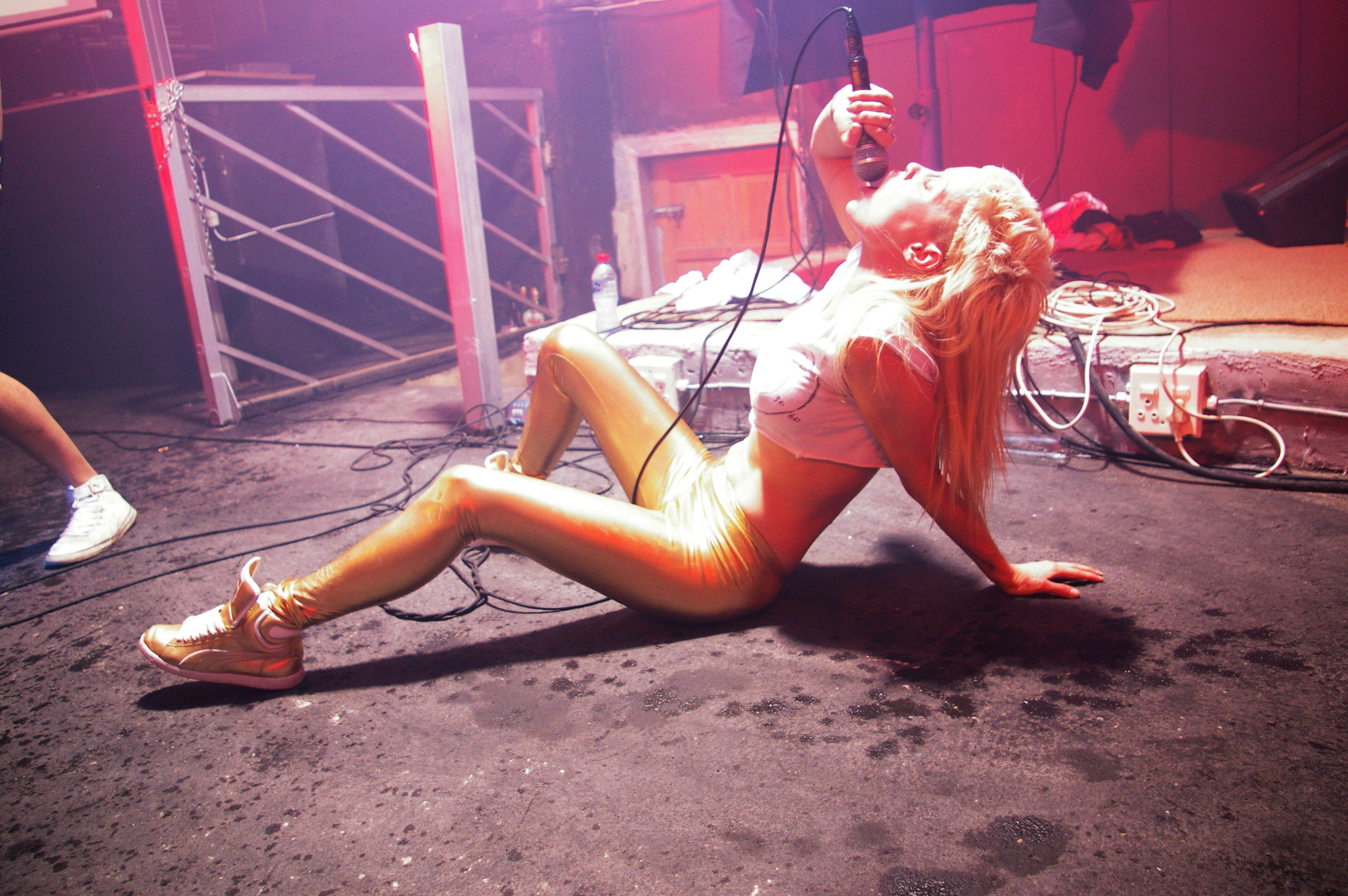
Presentación en vivo de Yo-landi Vi$$er el 2 de octubre de 2009.

En 2007 Toit junto a Jones comenzaron a gestar la idea de una banda. Este último adoptó el seudónimo de Ninja. A partir de 2009 lleva su peinado característico, el cual surgió a raíz del pedido de un director de videoclips quien quería que la cantante se viera como una «niña pequeña» y «adorable» con su peinado de flequillo y coletas. Sin embargo, para evitar comparaciones estética con otras cantantes como Britney Spears o Lady Gaga, cortó las puntas y tiñó sus cejas, y sobre este cambio declaró que «afectó la música, afectó la forma en la que actuaba y cómo me sentía. Para mí fue un nacimiento o algo así». Más tarde se incorporó el DJ Hi-Tek, y en 2012 lanzaron su segundo álbum Ten$ion con su propia productora musical Zef Records .
Sus letras son creadas tanto en afrikáans como inglés. En el caso de Die Antwoord, el perfil de Visser es el de una cantante y rapera-sexpot.

## Estilo musical, registro vocal e influencias
Visser adoptó el género del rap luego de que Jones se ofreciera a enseñarle en 2002. Su registro se caracteriza por un tono muy agudo. El diario sudafricano Daily Maverick describió su estilo vocal como «inquietante», destacó su uso del lenguaje soez y la comparó con la actriz de comedia Liz Fraser y la modelo Peaches Geldof; mientras que New York Magazine declaró que Visser tiene «una de las mejores y más locas voces».

## Incursión en el cine
En 2010 y producto de una súbita popularidad de Die Antwoord, el director David Fincher se contactó con Visser y le ofreció el papel principal en la película The Girl with the Dragon Tattoo. A pesar de los consejos de su agente para que considere el rol y la insistencia de Fincher, la cantante se negó rotundamente a participar, aludiendo que su prioridad era enfocarse en crear música y consolidar el proyecto de Die Antwoord. Al mismo tiempo, Ninja consideró encarnar el personaje principal en Elysium de Neill Blomkamp, aunque finalmente se eligió al actor Matt Damon.
La pareja protagonizó el corto Umshini Wam que se estrenó el 15 de marzo de 2011. Dirigido por Harmony Korine, tiene quince minutos de duración. Ambos aceptaron una oferta de Blomkamp para actuar en la película de ciencia ficción Chappie de 2015, en la que interpretaron una pareja de criminales.

## Vida personal
En 2006 nació su hija Sixteen Jones, fruto de la relación con su compañero de banda Watkin Tudor Jones. En 2011 adoptó a Tokkie, un niño de nueve años oriundo de un barrio pobre de Johannesburgo; más tarde adoptaron también a su hermana menor, Meisie. En 2015 Visser y Jones se convirtieron en tutores legales de otro niño de la misma zona llamado Yamile.

## Discografía
Con The Constructus Corporation
- The Ziggurat (2002)

Con MaxNormal.TV
- Good Morning South Africa (2008)

Con Die Antwoord
- $O$ (2009)
- 5 EP (2010)
- $O$ - Relanzamiento (2010)
- Ekstra EP (2010)
- Ten$ion (2012)
- Donker Mag (2014)
- Suck On This (MIXTAPE) (2016)
- Mount ninji and da nice time kid (2016)
- The Book of Zef (2018)

Fuente: Discogs